# 尹賞 (西漢)
尹賞（？—？），字子心，西漢鉅鹿郡楊氏縣（今河北省寧晉縣）人，尹賞最初為郡中小吏，經考察擢升為樓煩縣縣長，並歷任粟邑縣、頻陽縣、鄭縣等地的縣令。當時西漢首都長安的治安敗壞。尹賞以三輔地區政績優異者的身分，代理長安令，用「虎穴」之刑大肆誅戮，使京師得以恢復安寧。由於江湖一帶盜賊橫行，尹賞為此被調任江夏郡太守，後因濫殺過多而免職。終南山羣盜蜂起，尹賞再次復官為右輔都尉、執金吾，三輔的吏民們對其畏懼不已，數年後尹賞病死於任上。

## 生平

### 任官諸縣
尹賞以郡吏的身分經考察選拔為樓煩縣縣長，後被舉薦茂才，擔任粟邑縣县令。左馮翊薛宣上奏說尹賞有能力治理繁重難雜的事情，於是尹賞被調遷為頻陽縣縣令，任上因兇殘殺戮而被罷官，後來他以御史的身分再次被起用為鄭縣縣令。

### 虎穴之刑
永始、元延年間，汉成帝怠於政事，顯貴的皇親國戚們驕橫放縱，紅陽侯王立的長子、次子勾結輕佻的俠士，藏匿亡命之徒。而北地郡的大豪強浩商等人為了報私怨，殺害了義渠縣縣長及其妻子與兒女共六人，來往於長安城中。丞相、御史派遣屬吏追捕他們的黨羽，朝廷下詔書指名抓捕，過了很久才抓到他們。長安城中盜賊奸民日漸增多，鄉里的遊蕩少年成群結夥殺死官吏，接受賄賂替人報仇，他們聚集起來摸取彈丸，抽到紅色彈丸的人殺武職官吏，抽到黑色彈丸的人殺文職官吏，抽到白色彈丸的則為被殺的同夥辦理喪事，一時間城中傍晚塵土飛揚，賊盜們搶劫往來的行人，死者和受傷者橫滿道路，全城的警鐘不絕於耳。
尹賞憑藉三輔地區的優等政績被選拔為代理長安令，並得到一切公事可酌情處理的權力。尹賞到任後，著手開始修治長安城中的監獄，他命人在地上挖掘面積與深度都達數丈的坑，用磚頭緊密的砌成圍牆，然後以大石頭蓋住出口，稱這些坑洞為「虎穴」。完工之後，尹賞便部署戶曹小吏和鄉吏，亭長、里正、父老、伍人等下屬，讓他們分別舉出長安城中輕薄的惡少年，沒有市籍的商販、工匠，以及身穿華麗衣物與便於格鬥衣服者，披著鎧甲帶著臂衣，拿著武器的人也悉數用名冊記下來，總人數有好幾百人。
一天，尹賞召集長安城中的大小官吏，備車數百輛，分頭捕捉登記於名冊上者，將他們全數控告以往來、供給盜賊飲食的罪名。尹賞親自察看，每檢閱十個人就釋放一個，其餘的全數按次序關進虎穴之中，一百人為一組，用大石蓋上洞口。過了許多天，統一揭開大石觀看，全部一個挨著一個，縱橫相枕而死，屍體被抬出來後，埋在衙門前华表的東面，把他們的名字寫在小木樁上，一百天後，才讓死者的家屬各自挖出取回屍體，親屬們號啕大哭，過路的行人也都為之嘆息，長安城中歌唱此事道：「安所求子死？桓東少年場。生時諒不謹，枯骨後何葬？」尹賞所釋放者，都是他們中的老頭目，或是清白人家的子弟，因一時思慮不周而跟隨輕佻狡黠之徒並願意改過自新的，總共才幾十個不到一百人，尹賞赦免他們全數的罪過，責令他們立功贖罪。其中盡力且有成效的，尹賞便親信任用他們作為幫手，這些人追捕盜賊相當精通，樂意抓拿奸惡之人，勝過一般的官吏。尹賞理事幾個月，盜賊就絕跡了，各郡國的亡命之徒四散逃匿，各自回到自己的家鄉，不敢再偷覷長安一眼。

### 嚴刑捕盜
由於江湖一帶盜賊眾多，尹賞因此被任命為江夏郡太守，他捕捉、打擊江湖中的盜賊和所誅殺的官吏百姓人數極多，因為過於兇殘狠毒被免官。後來終南山的群盜蜂起，尹賞再度復出擔任右輔都尉，升遷為執金吾，負責督察奸猾之徒，三輔的官吏與百姓對他十分畏懼。

### 臨終誡子
過了幾年尹賞死於任上，在他病重將死時，告誡自己的孩子們說：「大丈夫做官，即使因為狠辣殘酷被免職，只要朝廷追思你治理的功效，就會再次啟用你。一旦因軟弱不能勝任而被罷官，就會終身遭廢置沒有被赦免的時候，此種羞辱比犯了貪污受賄還厲害，千萬不要這樣！」尹賞的四個兒子皆官至太守，其中長子尹立當到京兆尹，他們都崇尚威嚴，有處理政事合宜得體的名聲。

## 延伸閱讀
[在维基数据编辑]
 《漢書·卷090》，出自班固《漢書》